# Chiang Saen

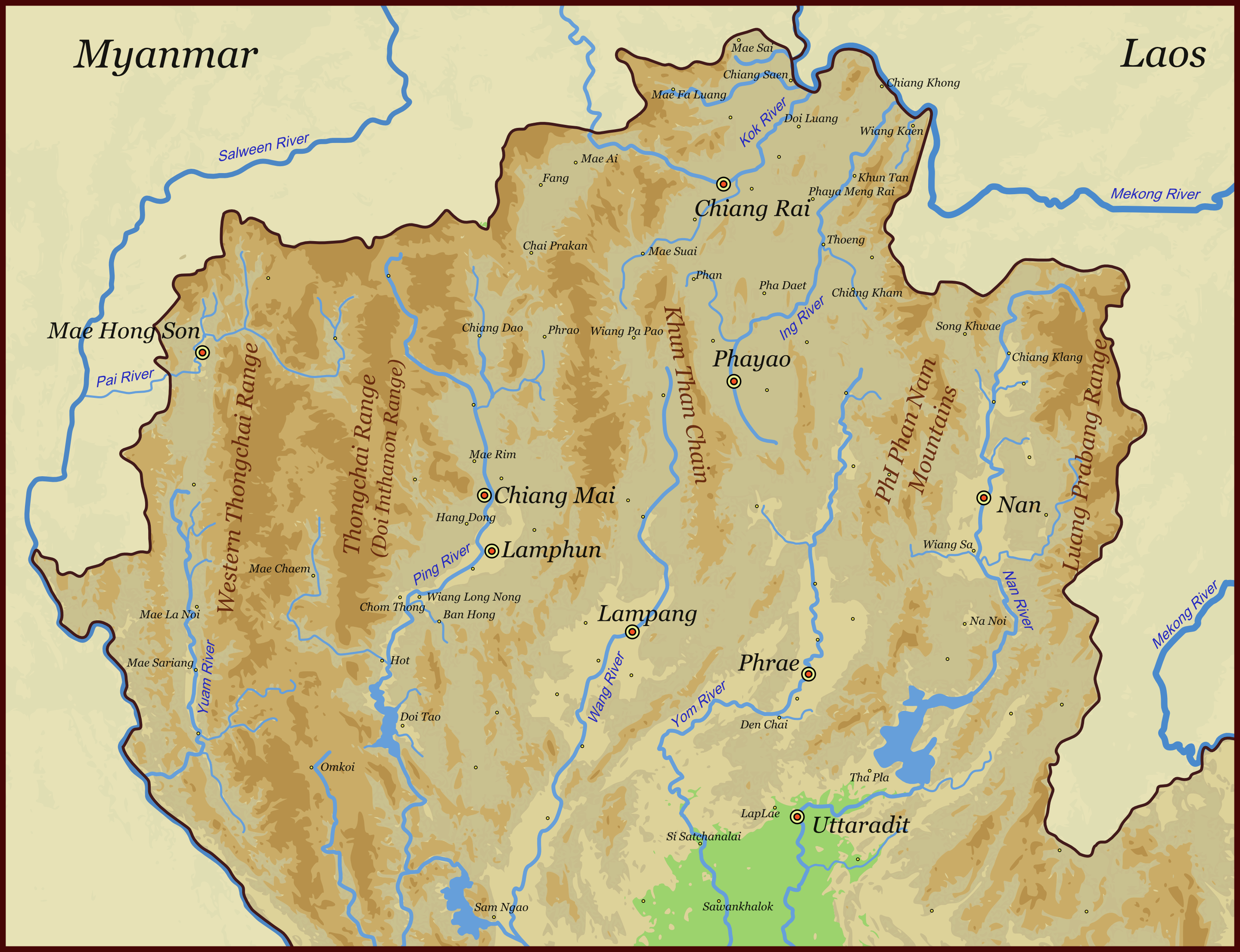
Nordthailand

Chiang Saen (Thai: เชียงแสน) ist eine alte Stadt in der Nordregion von Thailand. Chiang Saen ist außerdem die Hauptstadt des Amphoe Chiang Saen, eines Landkreises (Amphoe) im Norden der Provinz Chiang Rai.

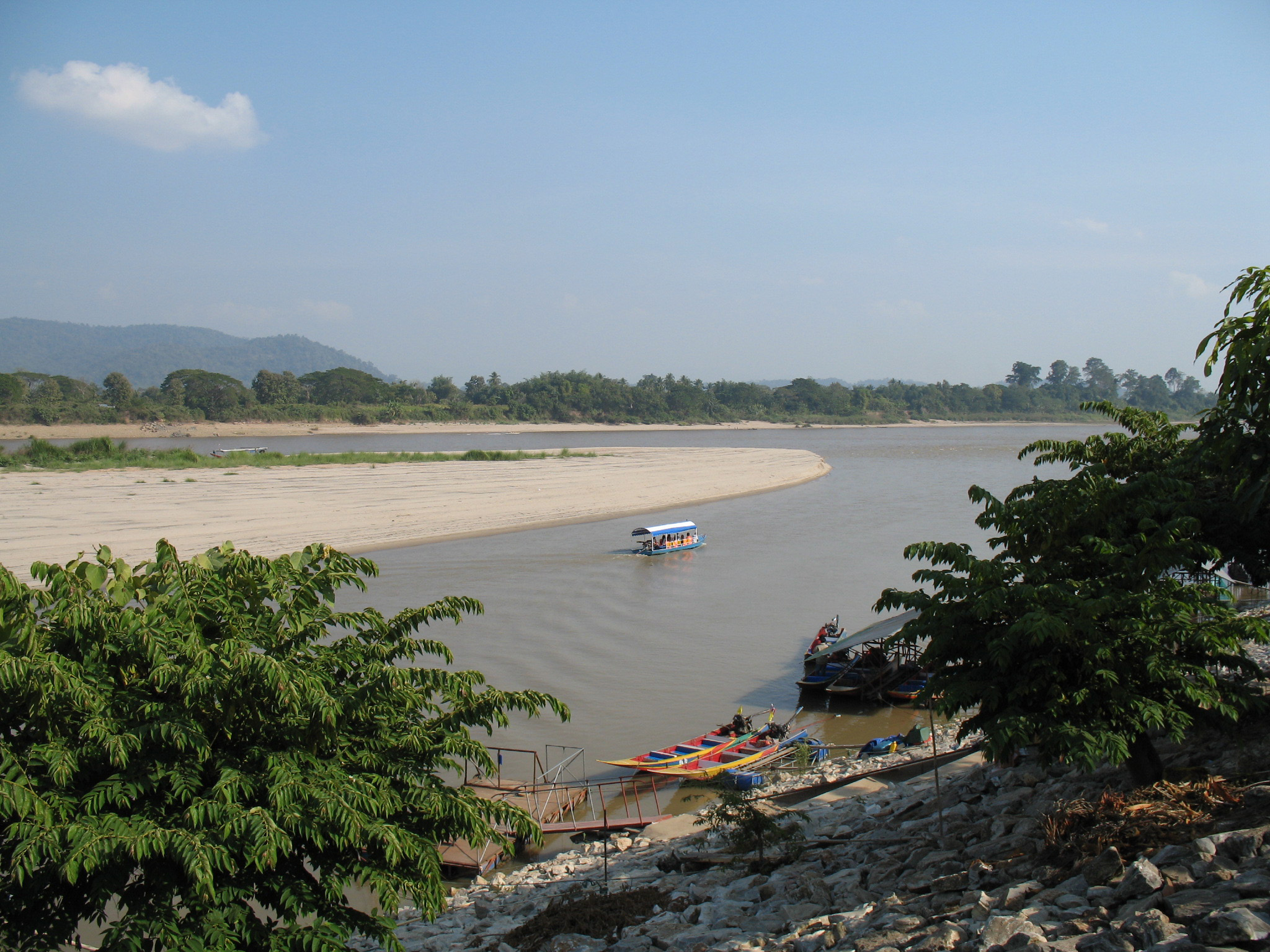
Der Mekong bei Chiang Saen

## Geographie
Chiang Saen liegt im nördlichsten Zipfel Thailands. Die Provinzhauptstadt Chiang Rai liegt etwa 60 Kilometer nach Südwesten.
In der weiten Ebene des unteren Maenam Kok (Kok-Fluss) liegt Chiang Saen am westlichen Ufer des Mekong, das gegenüberliegende Ufer befindet sich in Laos. Etwa fünf Kilometer weiter südlich der heutigen Stadt mündet der Maenam Kok in den Mekong.

## Geschichte
Die Gegend um Chiang Saen war bereits in prähistorischer Zeit besiedelt, wie Fundstücke beweisen, die im Chiang-Saen-Nationalmuseum ausgestellt sind. Chroniken beschreiben eine alte Königsstadt, Ngoen Yang, die wahrscheinlich die erste größere Stadt in diesem Gebiet war. Sie lag an einer der Handelsrouten, die von Nordthailand bis hin nach Yunnan führten. Die Chroniken berichten weiter, dass der Herrscher dieser Stadt durch Heirat eine Allianz mit Chiang Hung schloss, welches heute Jinghong heißt und zu jener Zeit in „Sipsong Pan Na“ (heute: Xishuangbanna) lag. In diese Familie wurde 1239 Mengrai geboren, der spätere König von Lan Na. Die Stadt Ngoen Yang existiert heute nicht mehr, allerdings wird ihr Name noch immer synonym gebraucht mit Chiang Saen.
Die Stadt Chiang Saen wurde 1329 von Saen Phu gegründet, einem Enkel von Mengrai. Die neu gegründete Stadt wurde zunächst „Mueang Roi“ genannt, sie war wie unregelmäßiges Rechteck geformt und 1500 × 700 Wa (etwa 3000 Meter × 1400 Meter) groß. Ihre Umrisse sind in der heutigen Stadt noch gut zu erkennen. Saen Phu ließ sie direkt am Mekong anlegen, daher brauchte er nur an drei Seiten ein Stadtgraben zu graben, die vierte Seite war der Mekong. Hinter dem Graben befand sich ein Erdwall, insgesamt fünf Tore führten in die Stadt. In der Stadt und an strategisch wichtigen Stellen im Umland wurden acht Wachtürme errichtet. Kurz nachdem die Stadt fertiggestellt war, übergab Saen Phu seinem Sohn Kham Fu Chiang Mai als Statthalter und zog sich nach Chiang Saen zurück, die seitdem seinen Namen trug. Hier starb er im Jahr 1334.

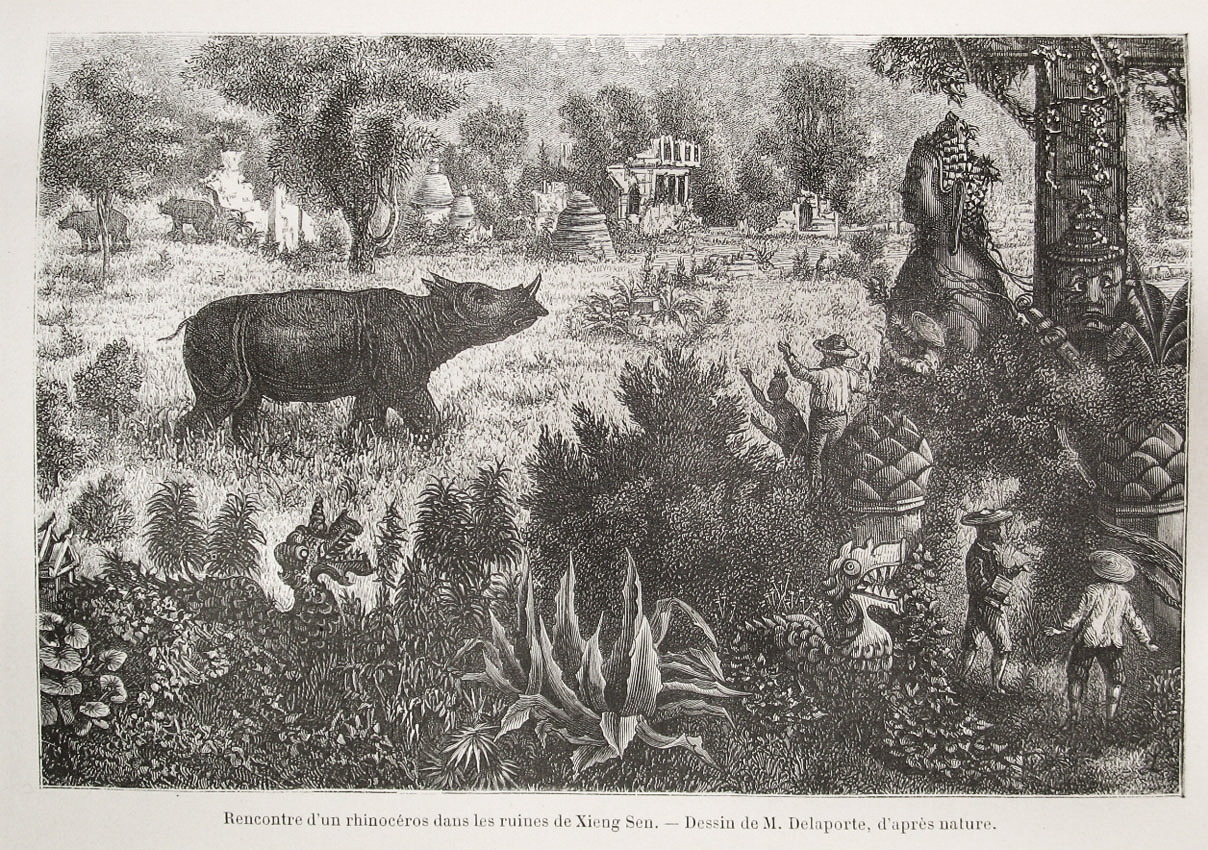
Ruinen der verlassenen Stadt Chiang Saen Ende der 1860er-Jahre, nach einer Zeichnung von Louis Delaporte

Während der birmanischen Oberherrschaft über Lan Na von 1558 bis 1774 errichteten die Birmanen in Chiang Saen eine Festung, die im 18. Jahrhundert als militärisches und politisches Zentrum des von ihnen kontrollierten Lan Na diente. Hier residierte ein birmanischer Statthalter (myo-wun). Chiang Saen war fester als andere Teile Lan Nas in das birmanische Reich integriert. Eine „Geschichte von Chiang Saen“ aus dem 19. Jahrhundert berichtet sogar ablehnend über die Rebellion Chiang Mais gegen die birmanische Herrschaft. Erst im Jahr 1804 wurde Chiang Saen – als letzter Teil des von Tai Yuan bewohnten heutigen Nordthailands – von siamesischen Truppen König Ramas I. (Phra Phutthayotfa Chulalok) mit Hilfe der Armeen des Königs Kawila von Chiang Mai sowie des Fürsten von Nan eingenommen. Der siamesische König befahl, dass die Stadt mit Ausnahme der religiösen Stätten zerstört werden sollte. Außerdem ließ er die Bevölkerung als Fronarbeiter in sein unmittelbares Herrschaftsgebiet, das zentralthailändische Becken, deportieren. Bis heute lassen sich in den Provinzen Ratchaburi und Saraburi Nachfahren der damals verschleppten Tai Yuan aus Chiang Saen nachweisen.
In den nächsten Jahren blieb die Stadt verlassen, wie der britische Vermessungsingenieur Holt Hallet bemerkte, der 1876 die Stadt besuchte. Erst im Jahr 1881 ließ König Rama V. (Chulalongkorn) Chiang Saen neugründen und mit Familien aus Lamphun, Lampang und Chiang Mai neu besiedeln. Bis heute wird nur ein kleiner Teil der alten Stadt bewohnt. Von den ehemals fünf Stadttoren wurde nur das Chiang-Saen-Tor restauriert, durch das die Straße 1016 vom Amphoe Mae Chan kommend bis hinunter zum Ufer des Mekong führt.

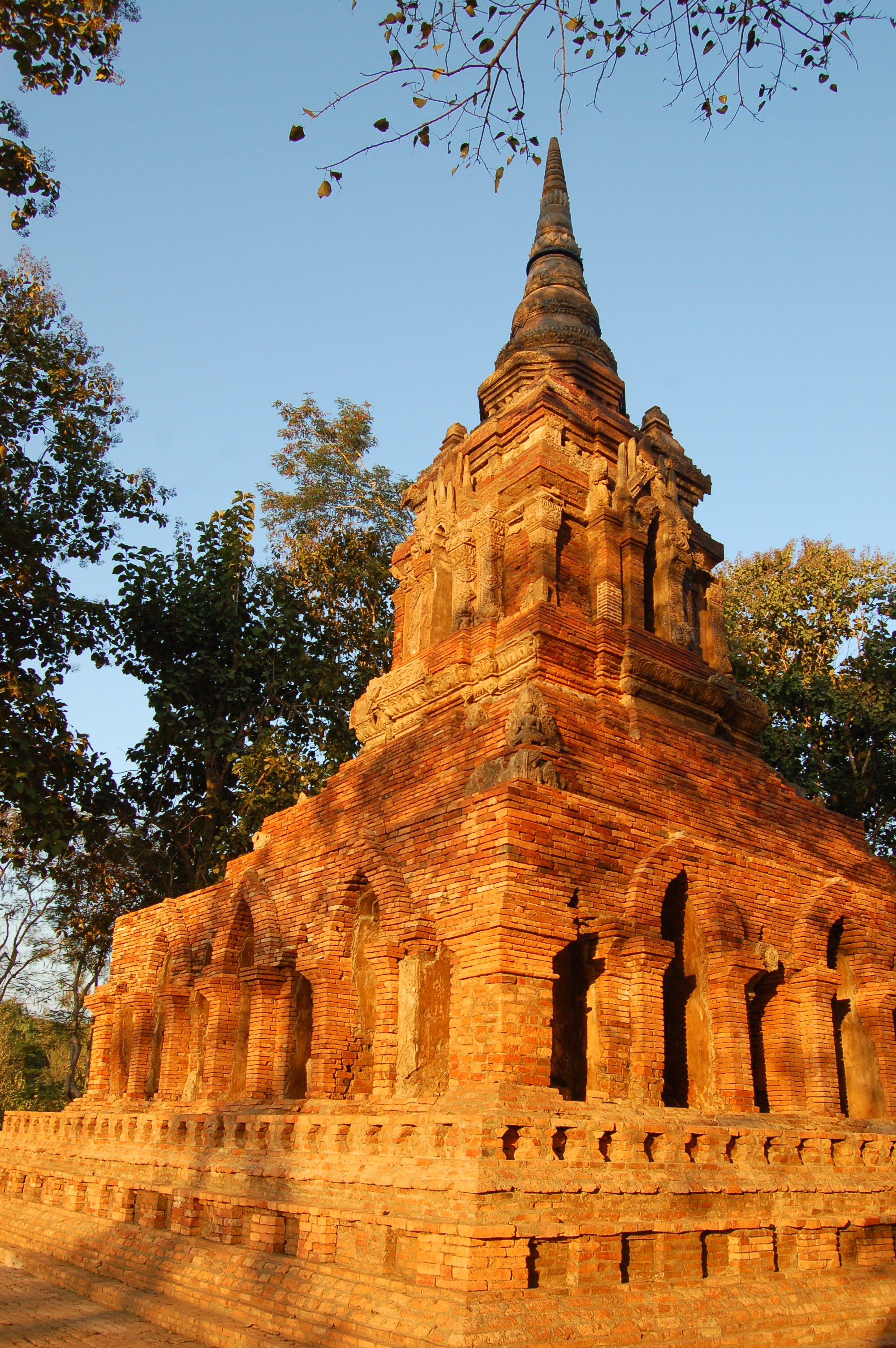
Wat Pa Sak in Chiang Saen

## Sehenswürdigkeiten
- Wat Pa Sak (Thai: วัดป่าสัก, „Kloster im Teak-Wald“) – Ruinen eines buddhistischen Tempels (Wat) außerhalb der Stadtmauer gelegen mit einer eindrucksvollen, gut erhaltenen Chedi mit quadratischem Sockel im Mon-Stil.
- Wat Phra That Chedi Luang (Thai: วัดพระธาตุเจดีย์หลวง) – Ruinen des Haupttempels von Chiang Saen. Heute ist nur noch die oktogonale Chedi zu sehen, die mit 88 Metern Höhe das höchste Gebäude in Chiang Saen ist.
- Chiang-Saen-Nationalmuseum (Thai: พิพิธภัณฑ สถานแหงชาติ เชียงแสน) – kleines Nationalmuseum neben dem Wat Chedi Luang mit einer kleinen aber wichtigen Sammlung von Buddha-Statuen im Chiang-Saen-Stil.